# Comté de Chase (Kansas)
Pour les articles homonymes, voir Comté de Chase et Chase.
Le comté de Chase est l’un des 105 comtés de l’État du Kansas, aux États-Unis. Fondé le 11 février 1859, il a été nommé en hommage à Salmon Portland Chase.
Siège et plus grande ville : Cottonwood Falls.

## Géolocalisation
|                 | Comté de Morris |                    |
| Comté de Marion | Comté de CXhase | Comté de Lyon      |
| Comté de Butler |                 | Comté de Greenwood |